# 古屋健三
古屋 健三（ふるや けんぞう、1936年4月8日 - ）は、日本のフランス文学者、文芸評論家、作家、慶應義塾大学名誉教授。

## 略歴
東京生まれ。慶應義塾大学文学部仏文科卒。フランス・グルノーブル大学に留学、博士号取得。慶大文学部助教授を経て教授、2002年に定年退職し名誉教授。
文芸評論家としても、主として内向の世代の作家を論じ、「三田文学」編集長も務めた。60歳になるまで著書を出さない方針だったが、それ以後は旺盛な執筆活動に入り、小説も著した。

## 著書
- 『「内向の世代」論』（慶應義塾大学出版会） 1998
- 『永井荷風 冬との出会い』（朝日新聞社） 1999
- 『青春という亡霊 近代文学の中の青年』（日本放送出版協会、NHKブックス） 2001
- 『老愛小説』（論創社） 2017
  - 「虹の記憶」（『文學界』2002年10月）
  - 「仮の宿」（『三田文学』2005年秋季）
  - 「老愛小説」（『文學界』2008年8月）

## 共編
- 『19世紀フランス文学事典』（小潟昭夫、慶應義塾大学出版会） 2000

## 翻訳
- 『ドクター・オクス 短篇集』（ジュール・ヴェルヌ、集英社、ヴェルヌ全集） 1969
- 『言葉とエロス・詩と聖性』（ジョルジュ・バタイユ、山本功共訳、二見書房、ジョルジュ・バタイユ著作集） 1971
- 『赤と黒』（スタンダール、大岡昇平共訳、講談社、世界文学全集） 1971、のち講談社文庫 1972
- 『パルムの僧院』（スタンダール、講談社、世界文学全集） 1977
- 『野獣人間』（ゾラ、講談社、世界文学全集） 1981

## 小説
- 「柱時計」（『三田文学』2002年5月）

## 参考
- 『文藝年鑑』2006